# محمد معيط
محمد احمد محمد معيط (31 أغسطس 1962-)،هو وزير المالية المصري السابق، عمل نائبا لوزير المالية لشؤون الخزانة العامة ورئيس وحدة العدالة الاقتصادية بدأ من مارس 2016 وحتى اختياره وزيرا في التشكيل الجديد. ولمعيط خبرة كبيرة في دولاب العمل الحكومي حيث عمل منذ سنة 2007 مساعدا لوزير المالية لشئون التأمينات الاجتماعية في عهد يوسف بطرس غالى آخر وزير مالية في عهد الرئيس الأسبق حسنى مبارك. واستمر معيط في منصبه مساعدا لوزير المالية بعد ثورة 25 يناير وحتى استقالته في عهد الاخوان المسلمين عام 2013، ثم عمل بعدها نائبا لرئيس هيئة الرقابة المالية حتى عام 2015، كما شغل منصب القائم بأعمال رئيس الهيئة.

## المؤھلات العلمیة[3]
- (2003) دكتوراه في العلوم الاكتواریة -جامعة سیتي بلندن – إنجلترا
- (1997) ماجستیر العلوم في العلوم الاكتواریة -جامعة سیتي بلندن – إنجلترا
- (1996) دبلوم العلوم في العلوم الاكتواریة -جامعة سیتي بلندن – إنجلترا
- (1994) دراسات تمھیدیة لمدة عامان في التأمین والریاضة والإحصاء، -جامعة القاھرة -مصر
- (1992) ماجستیر في التأمین، -جامعة القاھرة -مصر
- (1988) دراسات تمھیدیة لمدة عامان في التأمین، الریاضة والإحصاء، -جامعة القاھرة -مصر
- (1984) بكالوریوس التجارة -جامعة القاھرة -مصر

## الخبرات الوظیفیة السابقة
- (2024 إلي حاليا) أستاذ بكلية التجارة جامعة القاهرة
- (2018 - 2024) وزیر المالیة
- (2018-2016) نائب وزیر المالیة لشئون الخزانة العامة ورئیس وحدة العدالة الاقتصادیة
- (2016-2015) مساعد أول وزیر المالیة لشئون الخزانة العامة
- (2014-2015) مساعد أول وزیر الصحة والسكان للشئون المالیة والإداریة
- (2015-2013) نائب رئیس الھیئة العامة للرقابة المالیة
- (2013-2013) قائم بأعمال رئیس الھیئة العامة للرقابة المالیة
- (2012-2011) نائب رئیس الھیئة القومیة للتأمین الاجتماعي
- (2013-2010) رئیس الإدارة الاكتواریة الحكومیة المصریة – وزارة المالیة
- (2013-2009) مساعد وزیر المالیة
- (2009-2007) مستشار وزیر المالیة
- (2007-2007) مدیر تنفیذي لمعھد التأمین المصري
- (2007-حتى الآن) خبیر استشاري بالھیئة العامة للرقابة المالیة (بالھیئة المصریة للرقابة على التأمین في ذلك الوقت)
- (2007-2004) كبیر محاضرین للعلوم الأكتواریة والریاضیات المالیة ومدیر برنامج العلوم الاكتواریة
- (2005-2004) محاضر منتدب ومدیر برنامج التامین وإدارة الخطر بجامعة بیرمینجھام في إنجلترا
- (2015-2003) محاضر منتدب للأحصاء والریاضیات والعلوم الاكتواریة والتأمین وإدارة الخطر في الجامعات والمعاھد التالیة:

1- كلیة إدارة الأعمال جامعة الاھرام الكندیة
2- جامعة المستقبل بالقاھرة
3- كلیة التجارة بجامعة اسیوط
4- كلیة إدارة أعمال بجامعة مصر الدولیة
5- المعھد العالمي لإدارة الفنادق بالغردقة
6- كلیة التجارة بالأكادیمیة الحدیثة
- (2003-1997) محاضر في الاسالیب الكمیة ومدیر برنامج الریاضیات المالیة والاكتواریة بجامعة سیتي بلندن
- (1999-1995) مساعد محاضر للإحصاء والاسالیب الكمیة والتأمین بكلیة تجارة والجامعة المفتوحة بجامعة القاھرة
- (1988-1985) مساعد محاضر للأحصاء والاسالیب الكمیة. والتأمین بكلیة تجارة بجامعة القاھرة فرع الخرطوم بالسودان
- (1985-1984) أخصائي اكتتاب وتسویة تعویضات بشركة المھندس للتامین

## عضویة لجان عامة ومجالس إدارة
- (2018 - حتى الآن) عضو مجلس إدارة ھیئة الرقابة المالیة
- (2017 - حتى الآن) عضو مجلس إدارة الشركة القابضة لمصر للطیران
- (2017 - حتى الآن) عضو مجلس إدارة بنك الإسكندریة
- (2017 - حتى الآن) عضو مجلس إدارة معھد التخطیط القومي
- (2016 - حتى الآن) عضو لجنة الاستثمار بالشركة القابضة للتأمین
- (2016 - حتى الآن) عضو مجلس إدارة بنك الاستثمار القومي
- (2016 - حتى الآن) رئیس مجلس الموازنة بوزارة المالیة
- (2016-2015) عضو لجنة استراتیجیة إدارة الدین العام بوزارة المالیة
- (2015-2013) نائب رئیس مجلس إدارة الھیئة العامة للرقابة المالیة
- (2013 - حتى الآن) عضو مجلس أدارة الھیئة العربیة العامة للتصنیع
- (2013 - حتى الآن) عضو مجلس أدارة الشركة الأفریقیة لاعادة التأمین – نیجیریا
- (2013 - حتى الآن) رئیس لجنة المراجعة المالیة والاستثمار الشركة ألافریقیة لاعادة التأمین – نیجیریا
- (2013-2012) عضو مجلس إدارة الشركة القابضة فاكسیرا
- (2013-2011) عضو مجلس إدارة الشركة الدولیة للتأجیر التمویلي Incolease
- (2012-2011) عضو اللجنة الحكومیة لإعادة ھیكلة الأجور للعاملین بالقطاع الحكومي بالدولة برئاسة السید نائب رئیس مجلس الوزراء للشئون الاقتصادیة ووزیر المالیة
- (2012-2011) عضو اللجنة الحكومیة لتنمیة موارد الدولة برئاسة السید نائب رئیس مجلس الوزراء للشئون الاقتصادیة ووزیر المالیة
- (2011 - حتى الآن) عضو اللجنة القومیة لمشروع التأمین الصحي الاجتماعي الشامل بوزارة الصحة
- (2013-2010) عضو لجنة المراجعة الداخلیة لشركات التأمین بالشركة القابضة للتأمین
- (2013-2009) عضو مجلس إدارة الشركة القابضة للتأمین
- (2013-2009) عضو مجلس إدارة شركة High Tech
- (2008-حتى الآن) عضو مجلس إدارة الھیئــــة العامة للتأمیــن الصحـــي
- (2011-2007) عضو اللجنة الوزاریة لاستثمار أموال التأمینات الاجتماعیة
- (2011-2007) عضو اللجنة الوزاریة للمعاشات الاستثنائیة
- (2010-2007) عضو لجنة صیاغة مشروع قانون التأمین الصحي الاجتماعي الجدید
- (2010-2008) عضو لجان السیاسات التأمینیة والمالیة والاستثمار والشؤن القانونیة بالھیئة القومیة للتأمین الاجتماعي
- (2010-2007) رئیس لجنة متابعة وتسیر مشروع تحدیث وتطویر نظام التأمین الاجتماعي والمعاشات المصري
- (2010-2007) رئیس لجنة متابعة وتسیر مشروع الدراسة الأكتواریة لنظام التأمین الصحي الاجتماعي الجدید
- (2010-2008) عضو لجنة إعداد مشروع نظام المعاشات الخاصة التكمیلیة الجدید بھیئة الرقابة
- (2010-2007) رئیس لجنة إعداد مشروع نظام التأمین الاجتماعي والمعاشات القومي الجدید
- (2009-2008) عضو المجلس الاستشاري للعمل بوزارة القوى العاملة
- (2009-2008) عضو مجلس إدارة الھیئة المصریة للرقابة على التأمین
- (2004-2003) عضو لجنة الإشراف على الدراسة بشعبة العلوم الاكتواریة بكلیة التجارة، جامعة القاھرة

## عضویة جمعیات ومعاھد مھنیة
- (2012 - حتى الآن) عضویة جمعیات ومعاھد مھنیة
- (1997 - حتى الآن) زمیل الجمعیة الملكیة الاحصائیة بلندن

## الخدمات الاستشاریه وغیرھا من الانشطة الإستشارات والتدریب
- (2007 - حتى الآن) خبیر ومحاضر بمنظمة العمل الدولیة والبنك الدولي وصندوق النقد الدولي والعدید من المنظمات والتجمعات الدولیة الأخرى
- (2007 - حتى الآن) تمثیل الحكومة المصریة ووزارة المالیة والھیئة العامة للرقابة المالیة في العدید من

المحافل الدولیة والمفاوضات والاجتماعات مع البلدان والمنظمات الدولیة المختلفة
- (2004-2004) جمھوریة مصر العربیة، وزارة الصحة: «مشروع إنشاء الدراسات الاكتواریه وإدارة تحلیل» بالتعاون مع الاتحاد الأوروبي – المشروع لم یستكم
- (2007-2003) العدید من البرامج التدریبیه لمؤسسات القطاع الخاص والشركات في التأمین والمعاشات الاكتواریة في مصر والمملكة المتحدة
- (2003-2003) المنظمة العربیة للتنمیة الإداریة: «الجوانب المختلفة لإدارة صنادیق المعاشات التقاعدیة في البلدان العربیة»
- (2000-2000) وزارة العمل والشؤون الاجتماعیة، حكومة جنوب افریقیا «اصلاح نظام المعاشات التقاعدیه العامة ونظام الضمان الاجتماعى» جوھانسبرغ
- (2000-1999) خبیر الحمایة الاجتماعیة بالأمم المتحدة: عضو لجنة خبراء «تقییم النظم التقلیدیة والحدیثة التي بمكن ان یوفرھا نظام الضمان الاجتماعي في سیاق عالم العولمة» الذي قدم إلى الجمعیة العامة للأمم المتحدة في عام 2001، ھلسنكي، بوون وجوھانسبرغ.

## منظم ومنسق للبرامج
- (2007-2004) مدیر برامج العلوم الاكتواریه، قسم الریاضیات، كلیة العلوم الریاضیة والحاسبات الآلیة بجامعة جلاسكو - اسكتلندا
- 2003-2004 SED (Selfe Evaluation Document) of Cairo University coordinator in cooporation with the United Nations Development Program, Cairo, Egypt
- (2004-2003) منسق برنامج العلوم الاكتواریه بكلیة التجارة، جامعة القاھرة، مصر، بالتعاون مع جامعة سیتي بلندن
- (2002-1997) مدیر برنامج الأسالیب الكمیة بجامعة سیتى بلندن

## خبرة التدریس والإشراف والحكم على والرسائل العلمیة
- أكثر من 31 عاما من الخبرة في مجال العمل العام وتولي المناصب العامة المختلفة والتدریس في العدید من الجامعات والمعاھد العلمیة على النماذج النظریة والتطبیقیة والریاضیات والإحصاء في مجال التمویل والتأمین، وإدارة الأعمال والعلوم الاكتواریة والریاضیات والإحصاء على مختلف المستویات والدرجات العلمیة الجامعیة والدراسات العلیا والمشاركة في الإشراف على الرسائل العلمیة لدرجتي الماجستیر والدكتوراه ومشروعات التخرج والمشاركة في المناقشة

والحكم على رسائل الماجستیر والدكتوراه ومشروعات التخرج

## ندوات وبرامج تدریبیة
- الاشتراك في العدید من الندوات والبرامج التدریبیة داخل وخارج جمھوریة مصر العربیة

## البحوث العلمیة
- إصدار العدید من البحوث العلمیة المنشورة باللغة الانجلیزیة في العدید من المؤتمرات العلمیة والمجالات والدوریات المتخصصة المحلیة والدولیة

## أطلع أيضاً
وزارة مصطفى مدبولي